# Synaptura commersonnii
Synaptura commersonnii és un peix teleosti de la família dels soleids i de l'ordre dels pleuronectiformes.

## Alimentació
Menja petits crustacis.

## Hàbitat
Viu als fons sorrencs i fangosos de les aigües costaneres.

## Distribució geogràfica
Es troba a les costes del Mar Roig, Golf Pèrsic, costa oest de l'Índia i de Sri Lanka, Maurici, Seychelles i des de la costa oriental de l'Índia fins a Malàisia.

## Ús gastronòmic
És comercialitzat fresc, en salaó i congelat.